# Ljubljansko-Primorska liga 1955-1956
La Ljubljansko-Primorska liga 1955-1956 ("Lega di Lubiana e del Litorale 1955-1956") fu la prima edizione del campionato calcistico riservato alle squadre sloveno-occidentali dopo la riforma del 1955. In questa stagione era nel terzo livello della piramide calcistica jugoslava.
Nel 1955 la Lega Repubblicana Slovena, già suddivisa in due gironi (Slovenia occidentale e Slovenia orientale) a partire dal 1952-53, fu soppressa con la creazione in suo luogo di due nuove leghe. Le squadre della Slovenia Occidentale andarono a costituire la Ljubljansko-Primorska liga, mentre quelle della Slovenia orientale furono aggregate con quelle della regione croata di Varazdin andando a costituire la Liga Varaždin-Maribor-Celje. Nonostante l'assenza delle squadre sloveno-orientali, la stampa della minoranza italiana in Jugoslavia, in particolare il periodico capodistriano La nostra lotta, chiamò impropriamente "Lega Repubblicana Slovena" il campionato di Lubiana e del Litorale, mentre i giornali sloveni riportarono la denominazione corretta di Ljubljansko-Primorska liga.
La squadra campione accedeva a un torneo di qualificazione contro squadre slovene e croate per la promozione in I Zona.

## Squadre partecipanti
| Squadra       | Città          | Stagione 1954-55 | Stagione 1954-55        |
| Squadra       | Città          | Pos.             | Divisione               |
| ------------- | -------------- | ---------------- | ----------------------- |
| Krim          | Lubiana        | 2°               | Slovenska liga Ovest    |
| Grafičar      | Lubiana        | 3°               | Slovenska liga Ovest    |
| Triglav       | Kranj          | 4°               | Slovenska liga Ovest    |
| Slovan        | Lubiana        | 5°               | Slovenska liga Ovest    |
| Koper         | Capodistria    | 6°               | Slovenska liga Ovest    |
| Postojna      | Postumia       | 7°               | Slovenska liga Ovest    |
| Izola         | Isola d'Istria | 8°               | Slovenska liga Ovest    |
| Mladost Kranj | Kranj          | ?°               | Podsavez liga ?         |
| Ilirija       | Lubiana        | 1°               | Podsavez liga Ljubljana |
| Tabor Sežana  | Sesana         | ?°               | Podsavez liga ?         |

## Classifica
|  | Pos. | Squadra          | Pt | G  | V  | N | P  | GF | GS | QR    |
|  | ---- | ---------------- | -- | -- | -- | - | -- | -- | -- | ----- |
|  | 1.   | Grafičar Lubiana | 30 | 18 | 14 | 2 | 2  | 77 | 22 | 3,500 |
|  | 2.   | Krim Lubiana     | 29 | 18 | 13 | 3 | 2  | 64 | 14 | 4,571 |
|  | 3.   | Triglav          | 24 | 18 | 10 | 4 | 4  | 60 | 27 | 2,222 |
|  | 4.   | Mladost Kranj    | 20 | 18 | 9  | 2 | 7  | 38 | 35 | 1,086 |
|  | 5.   | Ilirija          | 18 | 18 | 8  | 2 | 8  | 40 | 36 | 1,111 |
|  | 6.   | Slovan Lubiana   | 17 | 18 | 7  | 3 | 8  | 27 | 33 | 0,818 |
|  | 7.   | Izola            | 12 | 18 | 4  | 4 | 10 | 31 | 58 | 0,534 |
|  | 8.   | Tabor Sežana     | 11 | 18 | 4  | 3 | 11 | 28 | 53 | 0,528 |
|  | 9.   | Koper            | 11 | 18 | 4  | 3 | 11 | 22 | 75 | 0,293 |
|  | 10.  | Postumia         | 8  | 18 | 3  | 2 | 13 | 18 | 50 | 0,360 |

Legenda:
  Ammesso agli spareggi per la I Zonska liga 1956-1957.
      Retrocesso nella divisione inferiore.
Note:
Due punti a vittoria, uno a pareggio, zero a sconfitta.

## Play-off
Il Grafičar uscì battuto nei play-off (contro squadre slovene e croate) per la promozione in I Zona e rimase nella Ljubljansko-Primorska liga. Le sfidanti sarebbero state, secondo "La nostra lotta" del 5 giugno 1956, il Tekstilac Varaždin e la vincente tra Scoglio Olivi (cioè l'Uljanik) di Pola e Orijent di Fiume.
Il Grafičar è stato sconfitto dall'Uljanik per 3–4 e 1–7.